# Heliconius burchelli
Heliconius burchelli är en fjärilsart som beskrevs av Edward Bagnall Poulton 1910. Heliconius burchelli ingår i släktet Heliconius och familjen praktfjärilar. Inga underarter finns listade i Catalogue of Life.